# Oscar Torp
Oscar Fredrik Torp  (8. června 1893 – 1. května 1958) byl norský politik. Byl představitelem sociálnědemokratické Norské strany práce, v jejímž čele stál v letech 1923–1945. V letech 1951-1955 byl premiérem Norska. V letech 1955-1958, až do své smrti, byl předsedou norského parlamentu, Stortingu. Zastával řadu vládních funkcí: ministr obrany (1935–1936, 1941–1945), ministr sociálních věcí (1936–1939), ministr financí (1939–1942), ministr rekonstrukce (1945–1948), ministr obchodu (1954). Ve třicátých letech byl dvakrát krátce starostou Osla (1935, 1936). Byl jedním z tvůrců norské verze sociálního státu i konstruktérem poválečného rozkvětu norské ekonomiky.